# Siwé
Siwé est l'un des dix arrondissements de la commune d'Agbangnizoun dans le département du Zou au centre du Bénin.

## Géographie

### Localisation
L'arrondissement de Siwé  est situé au Sud-Est de la commune d'Agbangnizoun.

### Administration
Sur les cinquante-trois villages et quartiers de ville que compte la commune d'Agbangnizoun, l'arrondissement de Siwé en groupe 04 villages. Il s'agit de : 
- Adjido
- Dodomè
- Hounto
- Lègo

## Démographie
Selon le recensement de la population de 2013 conduit par l'Institut national de la statistique et de l'analyse économique (INSAE), Siwé compte 7230 habitants.